# Anselm Franz Ernst von Warsberg
Anselm Franz Ernst von Warsberg (* 21. Januar 1680 in Saarburg bei Trier; † 26. April 1760 in Erfurt) war der 7. Statthalter Erfurts des Kurfürstentums Mainz nach der sogenannten Reduktion Erfurts im Jahre 1664. Er stammte aus einer Adelsfamilie, die ursprünglich in Lothringen beheimatet war. 1728 wurde er zum Domherrn in Würzburg berufen, legte dieses Amt jedoch bereits 1730 wieder nieder. 1732 wurde Warsberg zum kurmainzischen Statthalter in Erfurt berufen und hielt am 3. September desselben Jahres seinen feierlichen Einzug in Erfurt.
Seine Amtszeit ist noch heute im Erfurter Stadtbild erkennbar. So stammt der Hirschgarten vor der Kurmainzischen Statthalterei, heute Staatskanzlei des Freistaats Thüringen, aus Warsbergs Regierungszeit.
Von Warsberg starb am Nachmittag des 26. April 1760 in Erfurt nach kurzer schwerer Krankheit. Er wurde am 28. April 1760 in der Erfurter Wigbertkirche beigesetzt, die seinerzeit zugleich als Hofkirche der Kurmainzischen Statthalterei diente.
In Erfurt erinnert heute die Benennung der Warsbergstraße im Stadtteil Brühl an den ehemaligen kurmainzischen Statthalter.